# サルバドール・コロン
サルバドール・コロン（Salvadoran colón）は、かつてエルサルバドルで1892年から2001年まで使用されていた通貨（ただし2020年時点では公式に廃止はされていない）。通貨名はクリストファー・コロンブスにちなんでいる。補助単位はセンターボで、通貨記号は"₡"であった。1, 2, 3、5, 10, 25, 50センターボ、1, 5コロン硬貨と1, 2, 5, 10, 25, 50, 100, 200コロン紙幣が発行されていた。

## 歴史
1892年8月28日、サルバドール・ペソに代わって法定通貨となった。1919年にコロン以前の通貨はすべて使用不可となった。
2001年1月1日、経済のアメリカ合衆国ドル化政策の一環として「通貨統合法」が施行され、米ドルが導入された。為替レートは1ドルが8.75コロン（8コロン75センターボ）。同法律ではサルバドール・コロンと米ドルのどちらも法定通貨として認められているが、サルバドール・コロンは流通が停止したため事実上廃止されている。